# Lovingston
Lovingston är administrativ huvudort i Nelson County i Virginia. Vid 2010 års folkräkning hade Lovingston 520 invånare.